# Donta Smith
Donta Lamont Smith (Louisville, 27 novembre 1983) è un cestista statunitense naturalizzato venezuelano.

## Carriera
È stato selezionato dagli Atlanta Hawks al secondo giro del Draft NBA 2004 (34ª scelta assoluta).
Con il Venezuela ha disputato i Campionati americani del 2013.

## Palmarès

### Squadra
- Campionato israeliano: 2

Maccabi Haifa: 2012-13
Hapoel Gerusalemme: 2014-15
- Coppa di Lega israeliana: 1

Hapoel Gerusalemme: 2014

### Individuale
- Ligat ha'Al MVP: 1

Maccabi Haifa: 2013-2014